# 신쓰나시마역
신쓰나시마역(일본어: 新綱島駅, しんつなしまえき)은 일본 가나가와현 요코하마시 고호쿠구에 설치 된 도큐 전철의 역이다. 역 번호는 SH 02이다.

## 역 구조
1면 2선 섬식 승강장이 설치된 지하역이다.

## 역 주변
도요코선 쓰나시마역 근처이에 설치된다.

## 역사
- 2023년 3월 18일: 영업 개시

## 화랑

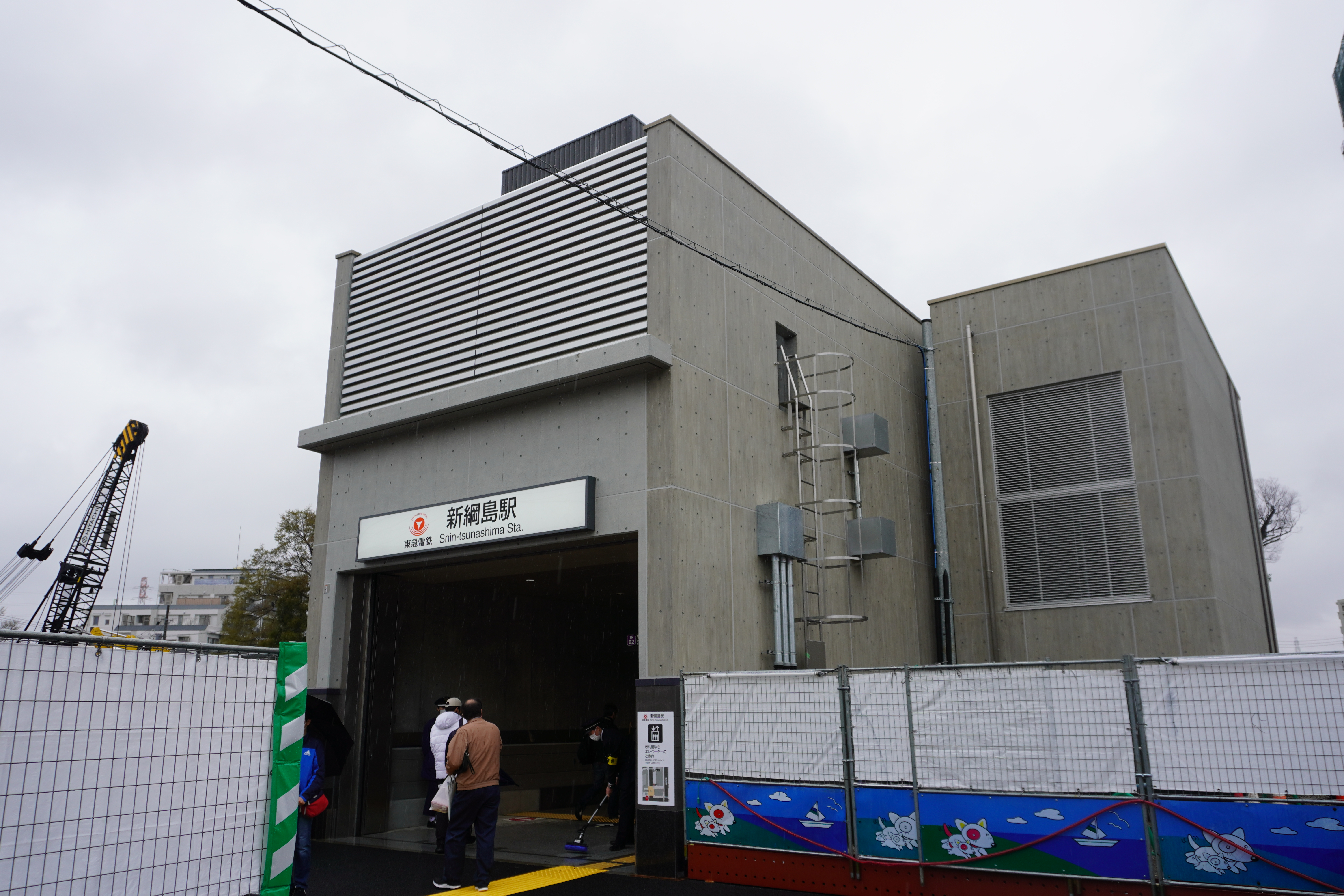
북쪽 출입구(2023년 3월)
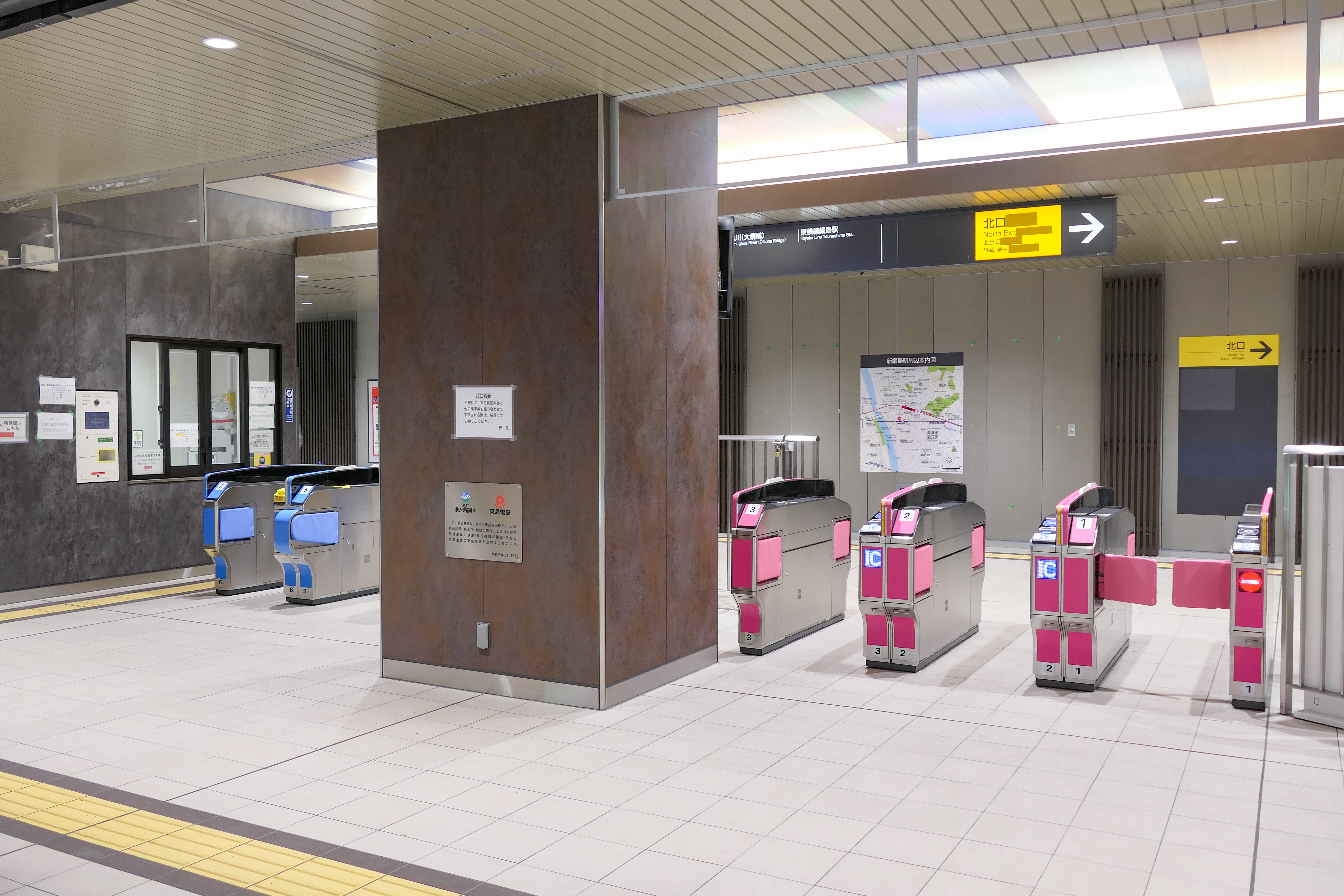
개찰(2023년 3월)
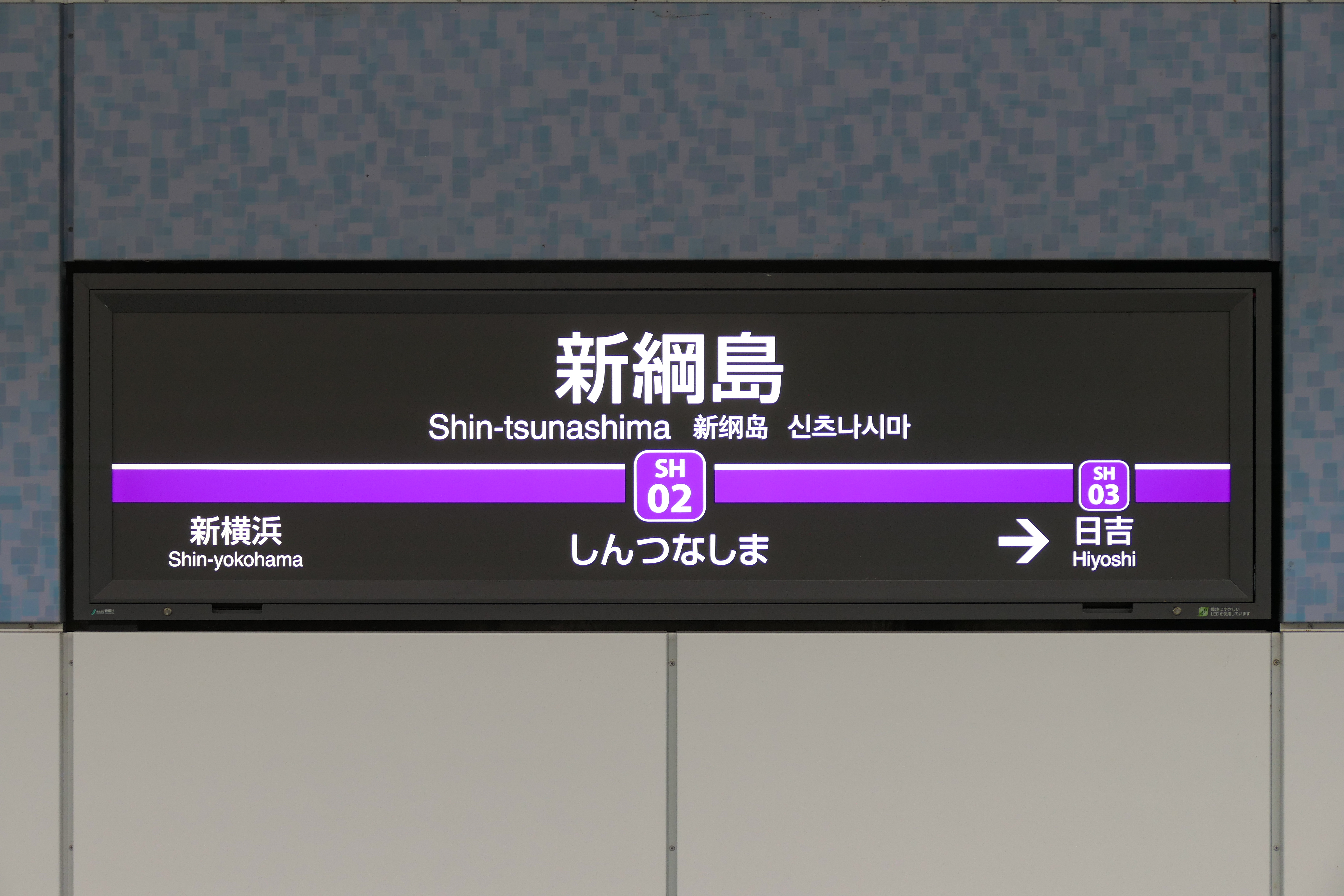
역명판(2023년 3월)

## 인접역
| 도큐 전철 도큐 신요코하마선        | 도큐 전철 도큐 신요코하마선 | 도큐 전철 도큐 신요코하마선    |
| ---------------------------------- | --------------------------- | ------------------------------ |
| SH 01 신요코하마 후타마타가와 방면 | ■ 급행                      | 히요시 SH 03 무사시코스기 방면 |